# Alopochelidon fucata
La golondrina cabeza rojiza, golondrina de cabeza rojiza, golondrina cabecicastaña, golondrina cabeza castaña, golondrina de cabeza castaña, golondrina cara rojiza, o golondrina rufa, (Alopochelidon fucata) es la única especie que integra el género monotípico: Alopochelidon, de la familia Hirundinidae, aunque tradicionalmente se la ha colocado en el género Stelgidopteryx. Esta ave se distribuye en el centro de América del Sur.

## Distribución y hábitat
Se extiende desde Cuzco, en el sudeste del Perú, el sudeste de Bolivia, el centro y sur del Brasil, hasta Uruguay y las provincias del norte y centro de la Argentina, siendo vagante en las islas Malvinas y en Chile. Luego de reproducirse, en otoño migra al norte, llegando hasta el norte de América del Sur.
Sus hábitats naturales son áreas abiertas o tipo parque en pastizales, sabanas y humedales, siempre a baja altitud.

## Taxonomía
Esta especie fue descrita originalmente por Coenraad Jacob Temminck en el año 1822, bajo el nombre científico de: Hirundo fucata. La localidad tipo dada es: «Brasil». El género lo creó Robert Ridgway en el año 1903. 
En ocasiones este género se fusionó con Stelgidopteryx, pero carece de las primarias con el borde exterior «dentado», característica principal de este último género.